# 短冠鼠尾草
短冠鼠尾草（学名：Salvia brachyloma）是唇形科鼠尾草属的植物，为中国的特有植物。分布于中国大陆的四川、云南等地，生长于海拔3,200米至3,800米的地区，见于林下，目前尚未由人工引种栽培。